# Рудольф Радемахер (підводник)
Не плутати з льотчиком!
Рудольф Радемахер (нім. Rudolf Rademacher; 19 лютого 1919, Бреслау — 30 червня 1943, Норвезьке море) — німецький офіцер-підводник, оберлейтенант-цур-зее крігсмаріне.

## Біографія
9 жовтня 1937 року вступив на флот. З лютого 1941 року служив на лінкорі «Тірпіц». В січні-червні 1943 року пройшов курс підводника, в червні-серпні — курс командира підводного човна. З 8 вересня 1943 року — командир підводного човна U-478. 25 червня 1944 року вийшов у свій перший і останній похід. 30 червня U-478 був потоплений в Норвезькому морі північно-східніше Фарерських островів (63°27′ пн. ш. 00°50′ зх. д.) глибинними бомбами канадського летючого човна «Каталіна» і британського бомбардувальника «Ліберейтор». Всі 52 члени екіпажу загинули.

## Звання
- Кандидат в офіцери (9 жовтня 1937)
- Морський кадет (28 червня 1938)
- Фенріх-цур-зее (1 квітня 1939)
- Оберфенріх-цур-зее (1 березня 1940)
- Лейтенант-цур-зее (1 травня 1940)
- Оберлейтенант-цур-зее (1 квітня 1942)